# سنگ‌دیوار
سنگ‌دیوار، روستایی در دهستان هزارمسجد بخش مرکزی شهرستان کلات استان خراسان رضوی ایران است.

## جمعیت
بر پایه سرشماری عمومی نفوس و مسکن در سال ۱۳۹۵ جمعیت این روستا ۲۵۲ نفر (در ۸۳ خانوار) بوده است.